# Elymus confusus
Elymus confusus är en gräsart som först beskrevs av Roman Julievich Roshevitz, och fick sitt nu gällande namn av Nikolai Nikolaievich Tzvelev. Elymus confusus ingår i släktet elmar, och familjen gräs. Inga underarter finns listade i Catalogue of Life.